# Britânia Eletrodomésticos
Britânia Eletrodomésticos, ou simplesmente Britânia, é uma empresa com sede na cidade de Curitiba, capital do estado brasileiro do Paraná, especializada em eletrodomésticos, eletroportáteis e eletrônicos.

## História
Empresa fundada em Curitiba no ano de 1956 produzindo fogões e móveis metálicos, com o passar dos anos especializou-se em eletrodomésticos, eletroportáteis e eletrônicos.
No início dos anos 2000 a empresa abriu uma unidade fabril na Grande Salvador, Bahia e em 2007 a Britânia "arrendou" a marca Philco por 10 anos e desta maneira, a empresa vai explorar os tradicionais produtos da empresa americana no Brasil
Com sede na capital paranaense, possui seu centro de distribuição em Joinville e unidades fabris em Camaçari, BA, Manaus, AM, e uma planta fabril em Joinville.